# Coupe d'Europe des clubs champions de basket-ball féminin 1994-1995
Navigation
Saison précédente Saison suivante
La Coupe d’Europe des clubs champions de basket-ball féminin 1994-1995 est la saison courante de la Coupe d’Europe des clubs champions, compétition qui met aux prises les meilleurs clubs de basket-ball du continent européen.

## Équipes participantes
| BBC Etzella Ettelbruck BC Icim Arad BC Split BCSS Namur CSKA Moscou CB Godella-Valence Dynamo Kiev Elitzur Cellcom Holom Fidefinanz Bellinzona | FTC Diego Budapest Galatasaray GoldZack Wuppertal GTU Tbilissi Gustino Schnitzelplatz Wels Keravnós Nicosie ŽKK Jedinstvo Tuzla Levski Spartak Sofia SC Tirana | SCP Ružomberok Societa Ginnestica Côme Arvika Basket Sporting Athènes USK Blex Prague USVO Valenciennes ŽKD Ježica Ljubljana ŽKK Tikves Florida Kavadarci |

## Play-offs

### Final Four
|  | Demi-finales          | Demi-finales          |               |    | Finale                | Finale                |
|  | Demi-finales          | Demi-finales          |               |    | Finale                | Finale                |
|  |                       |                       |               |    |                       |                       |
|  | Ven 21 mars ? - Cantù | Ven 21 mars ? - Cantù |               |    | Dim 23 mars ? - Cantù | Dim 23 mars ? - Cantù |
|  | Ven 21 mars ? - Cantù | Ven 21 mars ? - Cantù |               |    | Dim 23 mars ? - Cantù | Dim 23 mars ? - Cantù |
|  | CSKA Moscou           | 50                    |               |    | Dim 23 mars ? - Cantù | Dim 23 mars ? - Cantù |
|  | CSKA Moscou           | 50                    |               |    | Dim 23 mars ? - Cantù | Dim 23 mars ? - Cantù |
|  | Dorna Godella         | 71                    |               |    | Dim 23 mars ? - Cantù | Dim 23 mars ? - Cantù |
|  | Dorna Godella         | 71                    | Dorna Godella | 57 |                       |                       |
|  | Ven 21 mars ? - Cantù |                       | Dorna Godella | 57 |                       |                       |
|  |                       | Côme                  | 64            |    |                       |                       |
|  | Côme                  | Côme                  | 64            | 70 |                       |                       |
|  | Côme                  |                       |               | 70 |                       |                       |
|  | Valenciennes          | 66                    |               |    |                       |                       |
|  | Valenciennes          | 66                    | 3e place      |    |                       |                       |
|  |                       |                       |               |    |                       |                       |
|  | Dim 23 mars ? - Cantù |                       |               |    |                       |                       |
|  |                       |                       |               |    |                       |                       |
|  | Valenciennes          | '64                   |               |    |                       |                       |
|  | Valenciennes          | '64                   |               |    |                       |                       |
|  | CSKA Moscou           | 82                    |               |    |                       |                       |
|  | CSKA Moscou           | 82                    |               |    |                       |                       |

## Statistiques
- Meilleure marqueuse : -
- Meilleure rebondeuse : -
- Meilleure passeuse : -